# Ледисмит (Западная Капская провинция)
Ледисмит (англ. и африк. Ladismith) — город на западе региона Кароо в районе Эден Западной Капской провинции, ЮАР.
В 1852 г. ферма Эландсфлей была выделена как отдельное поселение и стала муниципалитетом в 1862 г. Посёлок назвали в честь Хуаны Марии де лос Долорес де Леон Смит, супруги губернатора Гарри Смита.
Посёлок расположен рядом с плодородными долинами с хорошей ирригацией на высоте 550 м над уровнем моря, у южной оконечности горного массива Свартберг, en:Swartberg. В настоящее время город включён в состав муниципалитета Канналанд. Ближайшие города: Калицдорп на востоке, Ванвейксдорп и Риверсдейл на юге и Лайнгсбург на севере.